# Али Асгар
Али Асгар (также Али Асгар Кашани; работал в 1550—1570-х годах) — персидский художник.
Имя Али Асгара чаще всего упоминается в связи с его прославленным сыном, художником Ризой-йи-Аббаси, который как бы оставил отца в тени своей славы. Тем не менее, это был большой персидский мастер, принявший участие в иллюстрировании лучших манускриптов второй половины XVI века. Сефевидский хронист и историк искусства Кази Ахмед в своем «Трактате о каллиграфах и художниках» сообщает, что Мавлана Али Асгар Мусаввир происходил из Кашана, был придворным художником Султана Ибрагима Мирзы, получал у него содержание, и, кроме того, был учителем самого автора трактата — Кази Ахмеда. Другой сефевидский историк, Искандер Мунши, пишет, что Али Асгар «…несравненный мастер и совершенный живописец. В отделке и создании колорита он — уника. Он превзошёл своих коллег в изображении горного ландшафта и деревьев.»

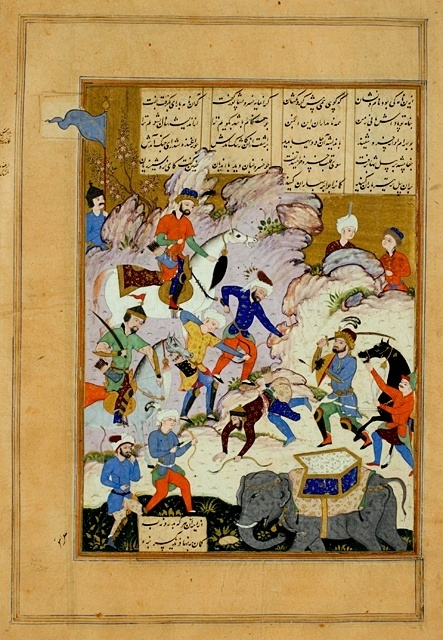
Али Асгар. Битва между Хосровом Парвизом и Бахрамом Чубином. «Шахнаме» Исмаила II. 1576-1577 гг. Лос Аджелес.

Судя по всему, начало карьеры мастера совпало с периодом, когда главный покровитель живописи шах Тахмасп I (1524—1576) разочаровался в искусстве, и основным художественным центром Персии на это время стала не столица, а двор его племянника Султана Ибрагима Мирзы в Мешхеде. В китабхане Ибрагима Мирзы работали лучшие мастера той эпохи — Султан Мухаммед, Мир Сеид Али, Ага Мирек, Мирза Али, Шейх Мухаммад и другие. Большинство из них приняло участие в иллюстрировании прославленного манускрипта «Хафт Ауранг» (Семь престолов) Джами, созданного по заказу Султана Ибрагима Мирзы в 1556—1565 годах (ныне в Галерее Фрир, Вашингтон). Али Асгар также принял участие в этой многолетней работе, ему приписывается миниатюры «Юсуф устраивает царский пир по поводу своей свадьбы» и «Меджнун, представший перед Лейлой». Другой манускрипт с его участием, вышедший из стен китабхане в Мешхеде — «Хамсе» поэта Низами (1571 год, Топкапы Сарай, Стамбул).
В 1576 году, после смерти шаха Тахмаспа I, к власти пришёл его сын Исмаил II (1576—1577), который казнил большинство своих родственников, в том числе и дядю — Султана Ибрагима Мирзу, в китабхане которого трудился Али Асгар. Вдова Ибрагима Мирзы распорядилась рассредоточить и частично уничтожить драгоценные рукописи из богатейшей библиотеки своего мужа, чтобы они не достались Исмаилу II. Вероятно, поэтому сегодня сохранилось так мало произведений, имеющих отношение к его патронажу в искусстве, и работ Али Асгара в том числе. Историк Искандер Мунши сообщает, что в правление Исмаила художник вошёл в число мастеров его придворной библиотеки-мастерской.
Новый шах правил менее двух лет, в 1577 году он был отравлен. Однако за этот короткий период он успел распорядиться о создании рукописи «Шахнаме» Фирдоуси (1577 год), которая, правда, так и не была закончена. Ныне она расшита, и отдельные листы её хранятся в разных музеях. Наряду с другими бывшими художниками из китабхане Султана Ибрагима Мирзы, Али Асгар принял участие в этом проекте. По единодушному мнению специалистов качество миниатюр в нём ниже, чем в рукописях Султана Ибрагима Мирзы.
После смерти шаха Исмаила II к власти пришёл полуслепой Мухаммад Худабенде (1577—1587), абсолютно равнодушный к живописи. В этот период столица Персии город Казвин перестал быть центром искусства, и художники в поисках заработка стали разъезжаться кто куда. Вместе с ними был вынужден уехать и Али Асгар, после чего об его участии в каких-либо крупных художественных проектах ничего не известно.